# تجارة (فلم)
تجارة (بالإنجليزية: Trade) هو فيلم درامي ألماني، أُصدر في عام 2007 من إخراج ماركو كريوزباينتر، وبطولة الممثل الأمريكي كيفين كلاين، تم إنتاجه من قبل رولان إيميريش وروزلين هيلر. و قد عرض الفيلم لأول مرة في 23 يناير 2007 في مهرجان صاندانس السينمائي 2007 وأُتيح للجميع 28 سبتمبر 2007، ويستند الفيلم إلى مقال بيتر لاند «فتيات الباب الجانبي» عن الاستعباد الجنسي، والذي ظهر كغلاف لمجلة نيويورك تايمز في إصدار 24 يناير 2004.

## روابط خارجية
- تجارة على موقع IMDb (الإنجليزية)
- تجارة على موقع ميتاكريتيك (الإنجليزية)
- تجارة على موقع روتن توميتوز (الإنجليزية)
- تجارة على موقع نتفليكس (الإنجليزية)
- تجارة على موقع ألو سيني (الفرنسية)
- تجارة على موقع Turner Classic Movies (الإنجليزية)
- تجارة على موقع أول موفي (الإنجليزية)
- تجارة على موقع بوكس أوفيس موجو (الإنجليزية)
- تجارة على موقع فيلمافينيتي (الإسبانية)
- تجارة على موقع قاعدة بيانات الفيلم (الإنجليزية)